# Diego Caro Delgado
Diego Caro Delgado (Villa del Río, Córdoba, 2 de abril de 1979) es un exfutbolista y entrenador de fútbol español, que actualmente dirige al CD Illescas de la Segunda División RFEF

## Carrera deportiva

### Como jugador
Se formó como guardameta en las categorías inferiores del Córdoba Club de Fútbol y tras salir del club, formó parte de diversos equipos modestos como CD Iliturgi,  Montilla Club de Fútbol y Villa del Río CF.

### Como entrenador
Comenzó su trayectoria en los banquillos en la temporada 2010-11, dirigiendo a la Sociedad Polideportiva Escañolense de la Primera Provincial Jaén, donde consiguió el puesto después de que el mejor futbolista de la plantilla lo firmara. Al término de la temporada 2010-11, lograría el ascenso a la Territorial Preferente, dirigiendo al conjunto de Escañuela (Jaén) en dicha categoría en la temporada 2011-12.
En la temporada 2013-14, se convierte en entrenador del UD Ciudad de Torredonjimeno del Grupo III de la Primera Andaluza, al que dirige durante tres temporadas.
En la temporada 2016-17, firma por el Club Deportivo Ciudad de Lucena de la División Honor Andaluza, con el que logra el ascenso a la Tercera División de España. En las siguientes dos temporadas, dirige al club de Lucena en el Grupo X de la Tercera División de España.
En la temporada 2019-20, firma por el Puente Genil Fútbol Club del Grupo X de la Tercera División de España, al que dirige durante dos temporadas.
En la temporada 2021-22, firma como entrenador del Córdoba Club de Fútbol "B" de la Tercera División RFEF, en el que estuvo a punto de disputar el play off de ascenso a Segunda Federación, pero se quedó fuera en el último partido de liga por un gol de diferencia.
El 16 de diciembre de 2021, renueva por dos temporadas por el filial cordobesista.
El 12 de enero de 2023, el entrenador villarrense vuelve a ser renovado por otra temporada más.

## Trayectoria como entrenador
| Club                               | País   | Año             |
| ---------------------------------- | ------ | --------------- |
| Sociedad Polideportiva Escañolense | España | 2010-2013       |
| UD Ciudad de Torredonjimeno        | España | 2013-2016       |
| Club Deportivo Ciudad de Lucena    | España | 2016-2019       |
| Puente Genil Fútbol Club           | España | 2019-2021       |
| Córdoba Club de Fútbol "B"         | España | 2021-2024       |
| CD Illescas                        | España | 2024-Actualidad |